# Инаугурация Эндрю Джексона (1829)
Первая инаугурация Эндрю Джексона в качестве 7-го Президента США состоялась 4 марта 1829 года. Одновременно к присяге был приведён Джон Кэлхун как вице-президент США на новый срок. Президентскую присягу проводил Председатель Верховного суда США Джон Маршалл, а присягу вице-президента принимал временный президент Сената США Сэм Смит.
Кэлхун ушёл в отставку с поста вице-президента через 3 года, и данная должность оставалась вакантной, поскольку не было конституционного положения, которое позволяло бы занимать должность вице-президента; это впоследствии стало регулироваться Двадцать пятой поправкой, вступившей в силу в 1967 году.

## Церемония
Церемония инаугурации состоялась 4 марта 1829 года и впервые была проведена на восточном портике Капитолия. К 10 часам утра пространство перед Капитолием было заполнено людьми, а лестницы на восточном портике были заблокированы корабельным тросом, чтобы не допустить продвижения толпы. Возбуждёенная толпа численностью около 21 000 человек пришла посмотреть на приведение к присяге, даже если большинство из них не смогли бы услышать инаугурационную речь. Джексон пришёл на церемонию пешком, но, чтобы избежать толпы, он использовал дверь подвала на западном фасаде, чтобы войти в Капитолий; выйдя лицом к толпе, он поклонился под громкие возгласы.
Когда он вошёл, Джексон пробрался на западный фасад Капитолия, потому что толпа сломала корабельный трос и рванулась вперёд. Он сел на белого коня и поехал по Пенсильвания-авеню к Белому дому. Пока это происходило, люди лезли через окна, чтобы попасть в Белый дом.
Белый дом был открыт для всех для приёма после инаугурации и был заполнен публикой ещё до того, как Джексон приехал верхом. Вскоре после этого Джексон вышел через окно или боковой вход и направился к Национальному отелю. Толпа продолжала превращаться в пьяную толпу, рассредоточенную только тогда, когда чаши с ликером и пуншем были поставлены на лужайке перед Белым домом. «Я никогда не видел такой смеси», — сказал Джозеф Стори, тогдашний судья Верховного суда. В Белом доме царил беспорядок, в том числе битый фарфор на несколько тысяч долларов.
В ту ночь в зале заседаний Карузи прошёл официальный инаугурационный бал для официальных лиц администрации и высшего общества Вашингтона, который подготовил почву для скандала, который впоследствии стал известен как дело Итона. Присутствовали 1200 гостей, но президента Джексона, измученного и всё ещё оплакивающего потерю своей жены Рэйчел Джексон в декабре того же года, не было.
Уходящий президент Джон Куинси Адамс не присутствовал на церемонии инаугурации своего преемника. Отношения между двумя политиками не были хорошими после ожесточённой кампании 1828 года. Джексон обвинил словесные выпады Адамса и его политических союзников в смерти своей жены.